# Nickelmolybdat
Nickelmolybdat ist eine anorganische chemische Verbindung des Molybdäns aus der Gruppe der Molybdate.

## Gewinnung und Darstellung
Nickelmolybdat kann durch Reaktion von Nickel(II)-oxid mit Molybdän(VI)-oxid gewonnen werden.
Ebenfalls möglich ist die Darstellung durch Reaktion einer Ammoniumorthomolybdatlösung mit einer Nickel(II)-chloridlösung.
{\displaystyle \mathrm {NiO+MoO_{3}\ \longrightarrow {}\ NiMoO_{4}} }
{\displaystyle \mathrm {NiCl_{2}+(NH_{4})_{2}MoO_{4}\ \longrightarrow {}\ NiMoO_{4}\downarrow \ +\ 2\ NH_{4}Cl} }

## Eigenschaften
Nickelmolybdat ist ein grüner geruchloser Feststoff, der schwer löslich in Wasser ist. Von der Verbindung sind drei Modifikationen bekannt, wovon die α-Form eine monokline Kristallstruktur mit der Raumgruppe C2/m (Raumgruppen-Nr. 12) die der von Cobaltmolybdat entspricht. Die ab 602 °C entstehende β-Form besitzt ebenfalls eine monokline Kristallstruktur mit der Raumgruppe C2/m die jedoch dem Scheelittyp entspricht. Die γ-Form entsteht bei 6,5 GPa und 700 °C und hat eine monokline Kristallstruktur mit der Raumgruppe P2/c (Raumgruppen-Nr. 13).

## Verwendung
Nickelmolybdat wird als Katalysator in der Erdölindustrie für die Ölfraktion von Naphtha, Kerosin und Diesel verwendet. Es wird auch in großem Umfang als chemisches Zwischenprodukt für katalytische Zwecke eingesetzt.